# Keratella ahlstromi
Keratella ahlstromi is een raderdiertjessoort uit de familie Brachionidae. De wetenschappelijke naam van deze soort is voor het eerst geldig gepubliceerd in 1951 door Russell.